# Platycephalidae

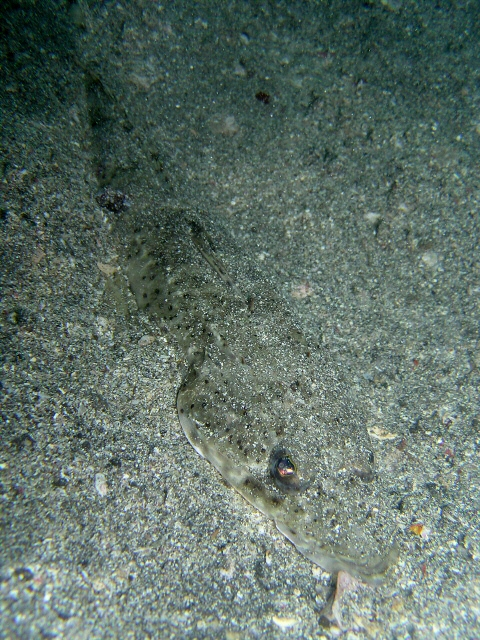
El mimetismo con el fondo marino es muy grande.

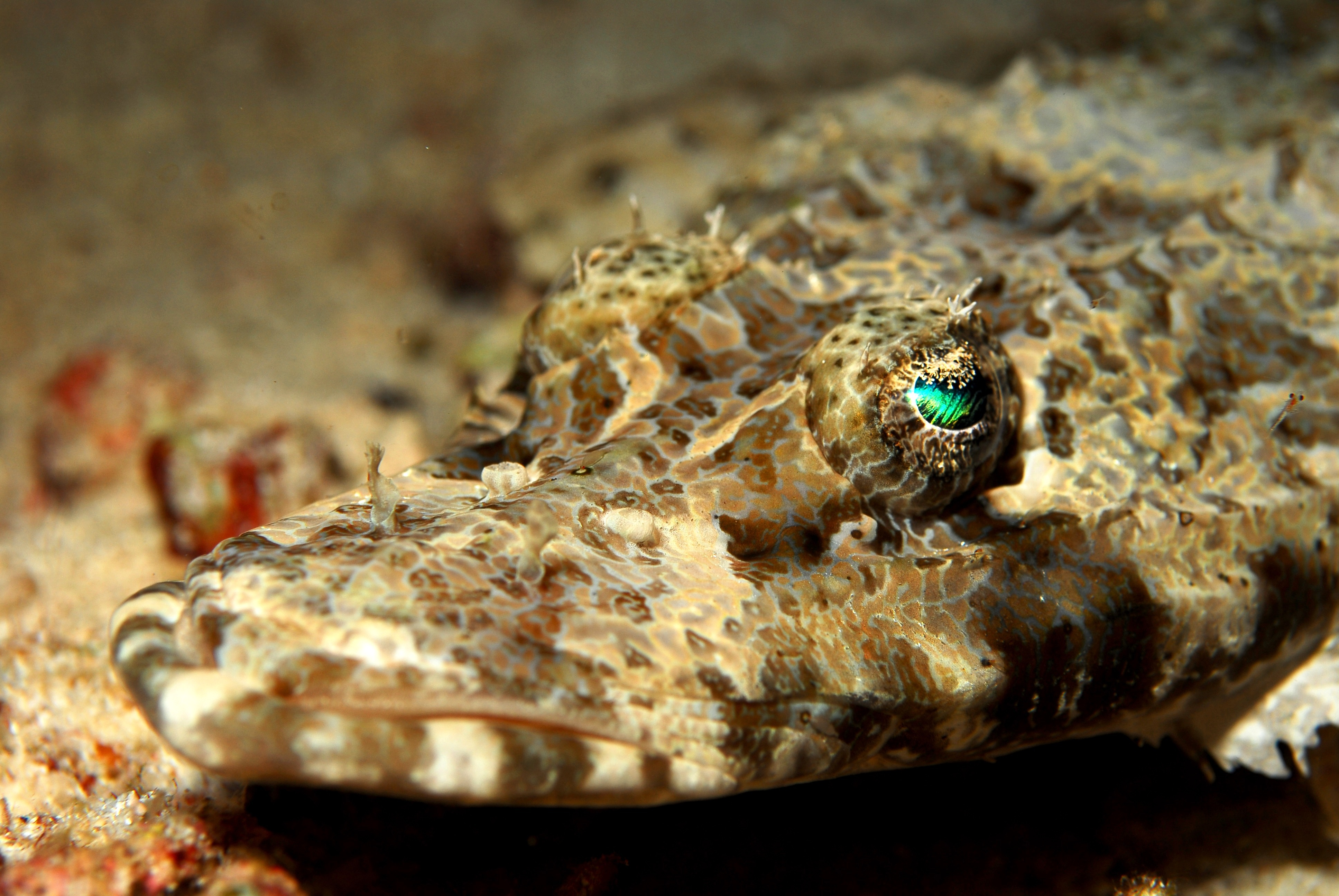
Pez cocodrilo (Cymbacephalus beauforti).

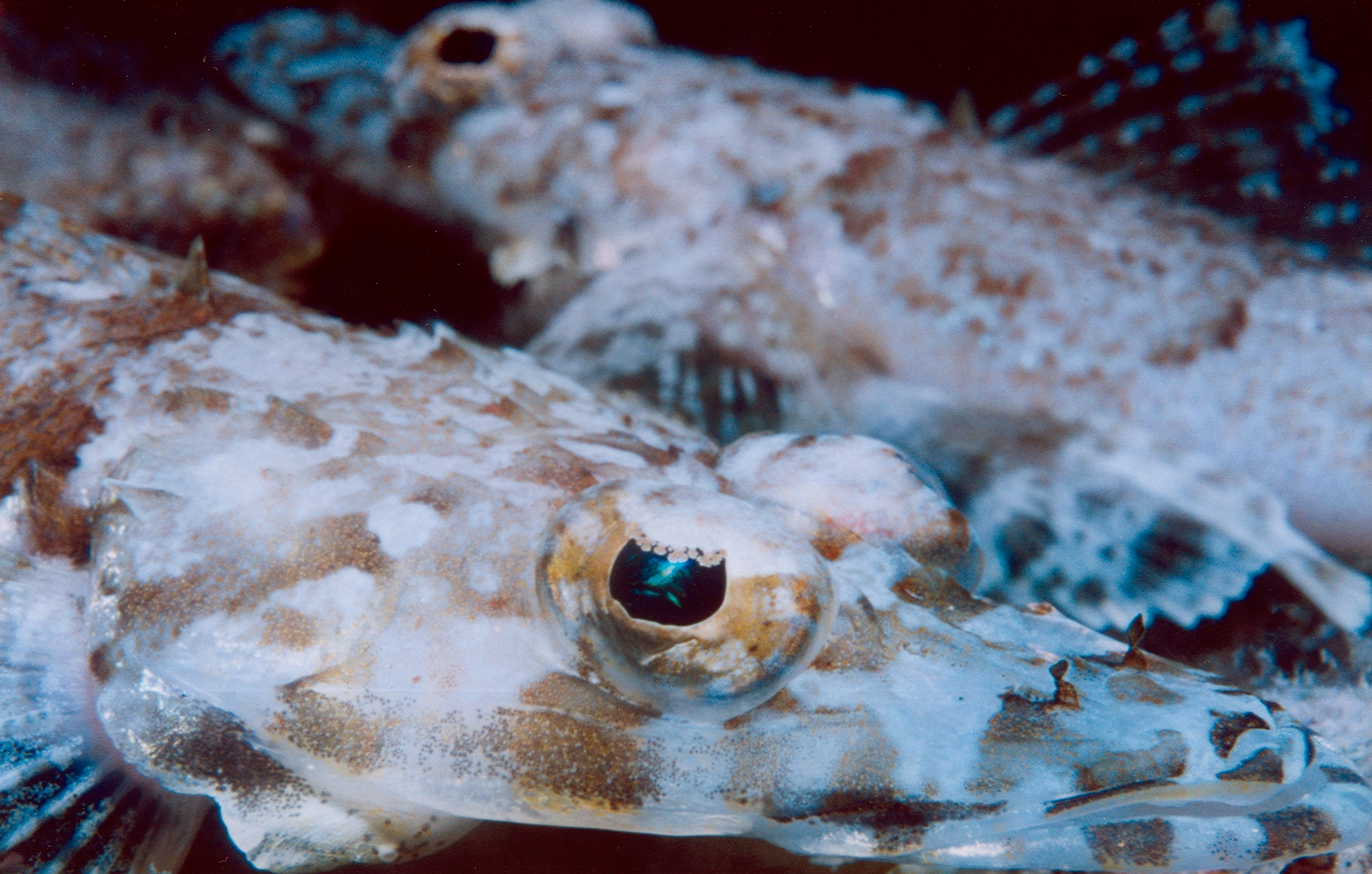
Thysanophrys chiltonae

Los platicefálidos (Platycephalidae) son una familia de peces marinos incluida en el orden Scorpaeniformes, distribuidos por el Índico y el Pacífico -algunas especies han sido capturada al este del Mediterráneo, se supone que provenientes del canal de Suez-. Su nombre procede del griego: platys (plano, chato) + kephale (cabeza), por su forma tan característica.

## Morfología
Tienen la cabeza entre moderadamente a fuertemente deprimida, con una longitud máxima descrita de 1,1 m.
Las aletas pélvicas están por detrás de la base de las pectorales, mientras que de las dos aletas dorsales la primera tiene 6 a 9 espinas con la primera espina corta y apenas conectada con el resto de la aleta y la segunda aleta dorsal tiene 11 a 15 radios blandos.

## Hábitat y forma de vida
Suelen vivir quietos y pegados al fondo marino, entre 10 y 300 m de profundidad, alimentándose fundamentalmente de crustáceos y pequeños peces que cazan esperando al acecho camuflados entre la arena.

## Géneros
Existen 69 especies agrupadas en 19 géneros:
- Género Ambiserrula (Imamura, 1996)
- Género Cociella (Whitley, 1940)
- Género Cymbacephalus (Fowler, 1938)
- Género Elates (Jordan y Seale, 1907)
- Género Grammoplites (Fowler, 1904)
- Género Inegocia (Jordan y Thompson, 1913)
- Género Kumococius (Matsubara y Ochiai, 1955)
- Género Leviprora (Whitley, 1931)
- Género Neoplatycephalus (Castelnau, 1872)
- Género Onigocia (Jordan y Thompson, 1913)
- Género Papilloculiceps (Fowler y Steinitz, 1956)
- Género Platycephalus (Bloch, 1795)
- Género Ratabulus (Jordan y Hubbs, 1925)
- Género Rogadius (Jordan y Richardson, 1908)
- Género Solitas (Imamura, 1996)
- Género Sorsogona (Herre, 1934)
- Género Suggrundus (Whitley, 1930)
- Género Sunagocia (Imamura, 2003)
- Género Thysanophrys (Ogilby, 1898)